# Estadio Aimé Giral
El Estadio Aimé Giral (en francés: Stade Aimé-Giral) es un estadio de usos múltiples en Perpiñán, al sur de Francia. Actualmente se utiliza principalmente para partidos de rugby a XV y es el estadio del equipo local Union Sportive Arlequine Perpignan. El estadio también fue sede de la mayoría de los partidos en casa de los Catalans Dragons en las dos primeras temporadas de rugby league en la Super Liga en 2006 y 2007 ; sin embargo, ese equipo logró renovar su propio campo, el Stade Gilbert Brutus , y ahora juega todos sus partidos en casa allí. El estadio se ha expandido de una capacidad de 13.500 a 14.593 en un proyecto que terminó en 2008. El estadio tiene el nombre de Aimé Giral, que murió durante la Primera Guerra Mundial. Siete jugadores del USA Perpignan murieron durante esta guerra.